# Lago de Enol
Lago de Enol är en sjö i Spanien.   Den ligger i provinsen Province of Asturias och regionen Asturien, i den norra delen av landet, 300 km norr om huvudstaden Madrid. Lago de Enol ligger 1 077 meter över havet.  I omgivningarna runt Lago de Enol växer i huvudsak blandskog.